# کوچک کردن آلت مردانه
کوچک کردن آلت مردانه که گاهی با جراحی کاهش اندازه پنیس همراه است، به تلاش‌ها یا مجموعه‌ای از تکنیک‌ها برای کاهش اندازه دور یا طول آلت تناسلی انسان اشاره دارد، به ویژه هنگام نعوظ (راست‌شدگی). انگیزه پشت چنین روشی می‌تواند از عوارض متغیری مانند ماکروپنیس (بزرگی بیش از اندازه آلت)، لنف ادم تناسلی (ژنیتال)، یا تطبیق جنسیت باشد. رنج سنی افرادی که زیر درمان رفته‌اند یا گفته می‌شود که آن را در نظر گرفته‌اند، متفاوت است، از جمله یک ۱۷ ساله، یک ۵۲ ساله و یک ۲۰ ساله.
همچنین به کارگیری قفس پاکدامنی می‌تواند باعث کوچکی پنیس مردان به طور موقت شود.